# Mangalarga Paulista
Der Mangalarga oder Mangalarga Paulista ist eine brasilianische Pferderasse, die in den ersten drei Jahrzehnten des 20. Jahrhunderts im Bundesstaat São Paulo durch die Kreuzung von Pferden der Rasse Mangalarga Marchador mit Pferden von Rassen angelsächsischen Ursprungs wie Morgan, American Saddlebred und Hackney, entstand. Mangalarga Paulista und Mangalarga Marchador haben unterschiedliche Zuchtbestimmungen, Zuchtziele und Züchterverbände.
Der Mangalarga ist auch als Cavalo de Sela Brasileiro oder, abgekürzt, Sela Brasileiro (Brasilianisches Sattelpferd) bekannt. Auch die Bezeichnung Cavalo Paulista, oder einfach Paulista, ist häufig anzutreffen.
Hintergrundinformationen zur Pferdebewertung und -zucht finden sich unter: Exterieur, Interieur und Pferdezucht.

## Zuchtgeschichte
Der Mangalarga Marchador ist eine brasilianische Pferderasse, die auf die Rasse Altér Real der Coudelaria (Landgestüt) Altér Real zurückgeht, welche auf der Flucht des portugiesischen Königshofes vor Napoléon (November 1807 bis 22. Januar 1808) nach Brasilien kamen. Diese wurden dann mit Berberpferden und überwiegend von der iberischen Halbinsel stammenden Arbeitspferderassen, die schon zur Kolonialzeit nach Brasilien gekommen waren, gekreuzt.
Der Überlieferung zufolge schenkte König Johann VI. dem Barão (Freiherr) von Alfenas, Gabriel Francisco Junqueira, 1812 einen Zuchthengst der Rasse Altér Real. Mit diesem begann Junqueira seine eigene Pferdezucht, indem er ihn mit gewöhnlichen Stuten der Fazenda ‚Farm‘ Campo Alegre im Süden der Provinz – die Bundesstaaten hießen zur Zeit der Monarchie Provinzen – Minas Gerais kreuzte. Diesen Kreuzungen entstammte eine neue Art Pferde, die wegen ihrer weichen Gangart als Sublime – dies soll auch der Name des Hengstes gewesen sein – bezeichnet wurden.
Diese bequemen Pferde weckten viel Aufmerksamkeit und bald darauf führte der Eigentümer der Fazenda Manga Larga in Paty do Alferes, Provinz Rio de Janeiro, einige Sublime-Exemplare für seinen eigenen Gebrauch auf seiner Farm ein. Die herausragenden Eigenschaften dieser Pferde – vor allem ihr Körperbau, ihre Leistungsfähigkeit und ihre Gangart – machten bald auch am Kaiserlichen Hofe von sich reden, wobei man sich im Bezug auf die Farm von der sie kamen als Mangalargapferde auf sie bezog.
Bei der weiteren Zucht dieser Pferde wurde dann systematisch auf diesen weichen Gang, die Marcha, einer dem Tölt verwandten Gangart, gezüchtet. Vorläufig legte noch jeder Züchter seine eigenen Kriterien fest. 1928 veröffentlichte der Zootechniker Paulo de Lima Corrêa eine tiefgehende Studie zur Festlegung der Beschreibung der Mangalargapferderasse. Zwei Züchter, die sich für Corrêas Vorschlag begeisterten, Dr. Celso Torquato Junqueira und Renato Junqueira Neto, riefen einen Mangalargazüchterrat zur Festlegung der Stuten und Hengstauswahlkriterien ins Leben, dem folgende Züchter beitraten: Eduardo Ralston, Gabriel Jorge Franco, Paulo de Lima Corrêa, Agusto de Oliveira Lopes, Celso Torquato Junqueira, Renato Junqueira Neto, Humberto S. Pereira Lima, Saulo Junqueira Franco, Antonio Uchôa Filho und Antonio Junqueira Franco. Somit war der erste Schritt in die Richtung eines Mangalargapferdezüchterverbandes gemacht. Auch ein Zuchtbuch wurde vorbereitet.
Am 25. September 1934 wurde in São Paulo die Associação Brasileira dos Criadores de Cavalos da Raça Mangalarga (ABCCRM) gegründet und das Zuchtbuch unverzüglich in Betrieb genommen. In den dreißig Jahren zuvor war es auf der Suche nach besserem Land zu einer bedeutenden Ortsveränderung eines großen Teiles der Familie Junqueira in den Bundesstaat São Paulo gekommen. Auf neuem Boden mit anderer Geländebeschaffenheit, mit anderem kulturellem Hintergrund und wo sogar die Hirschjagd anders ablief, beschlossen die Junqueiras ihre Pferde durch neue Kreuzungen an die neuen Gegebenheiten anzupassen. Durch Kreuzungen mit anderen Gangpferden wie Morgan, American Saddle Horse und Hackney entstand eine neue Pferderasse, der Mangalarga Paulista.
Die Verschiedenheit der Pferde führten Mitte der 1940er Jahre zu unterschiedlichen Ansichten der Züchter in São Paulo und in Minas Gerais, vor allem was die Gangart betraf. Die Züchter in Minas bestanden vor allem darauf, dass die Marcha Tríplice Apoiada als Rassencharakteristik beibehalten würde. Die bis dahin allgemein nur als Mangalarga bekannte Pferderasse musste den in São Paulo vorgenommenen Züchtungsänderungen entsprechend in zwei Pferderassen aufgeteilt werden. Die Mangalargas mit den Merkmalen der ursprünglichen Züchtungsgeschichte in Minas Gerais wurden ab dann offiziell als Mangalarga Marchador festgelegt, während die Pferde mit den in São Paulo hinzugekommenen anglo-amerikanischen Kreuzungen den ursprünglichen Namen Mangalarga beibehielten. Allerdings sind diese Bezeichnungen rein offiziell geblieben: Auf brasilianischen Bauernhöfen und Gestüten redet man nur von Mangalarga Mineiro und Mangalarga Paulista.
1949 wurde für den Mangalarga Marchador, aus Notwendigkeit und zur Abhebung vom Mangalarga (Paulista), die Associação Brasileira dos Criadores do Cavalo Mangalarga Marchador (ABCCMM) in Belo Horizonte, MG, als Marchador-Züchterverband gegründet.